# 가와사키 노조미
카와사키 노조미(川崎 希, 1987년 8월 23일 - )는 일본 여성 아이돌 그룹 AKB48 팀A의 멤버였다. 가나가와현 출신. 와타나베 엔터테인먼트 소속이다.

## 개요
- 2009년 2월 27일 AKB48를 졸업했다.